# Países Bajos en los Juegos Olímpicos de Atenas 2004
Los Países Bajos estuvieron representados en los Juegos Olímpicos de Atenas 2004 por un total de 210 deportistas que compitieron en 22 deportes.
El portador de la bandera en la ceremonia de apertura fue el yudoca Mark Huizinga.

## Medallistas
El equipo olímpico neerlandés obtuvo las siguientes medallas:
| Nombre | Deporte             | Competición                 |
| --- | ------------------- | --------------------------- |
| Oro |                     |                             |
| Leontien van Moorsel | Ciclismo en ruta    | Contrarreloj F              |
| Anky van Grunsven (Salinero) | Hípica              | Dom ind.                    |
| Pieter van den Hoogenband | Natación            | 100 m libre M               |
| Inge de Bruijn | Natación            | 50 m libre F                |
| Plata |                     |                             |
| Mia Audina | Bádminton           | Individual F                |
| Theo Bos | Ciclismo en pista   | Velocidad ind. M            |
| Equipo | Hockey sobre hierba | Torneo M                    |
| Equipo | Hockey sobre hierba | Torneo F                    |
| Edith Bosch | Judo                | –70 kg F                    |
| Pieter van den Hoogenband | Natación            | 200 m libre M               |
| Inge de Bruijn | Natación            | 100 m libre F               |
| Johan Kenkhuis Mitja Zastrow Klaas-Erik Zwering Pieter van den Hoogenband                                                                                   | Natación            | 4 × 100 m libre M           |
| Diederik Simon Gijs Vermeulen Jan-Willem Gabriëls Daniël Mensch Geert-Jan Derksen Gerritjan Eggenkamp Matthijs Vellenga Michiel Bartman Chun Wei Cheung (t) | Remo                | Ocho con timonel (M8+) M    |
| Bronce |                     |                             |
| Bart Brentjens | Ciclismo de montaña | Campo a través M            |
| Leontien van Moorsel | Ciclismo en pista   | Persecución ind. F          |
| Mark Huizinga | Judo                | –90 kg M                    |
| Dennis van der Geest | Judo                | +100 kg M                   |
| Deborah Gravenstijn | Judo                | –57 kg F                    |
| Inge de Bruijn | Natación            | 100 m mariposa F            |
| Chantal Groot Inge Dekker Marleen Veldhuis Inge de Bruijn                                                                                                   | Natación            | 4 × 100 libre F             |
| Kirsten van der Kolk Marit van Eupen | Remo                | Doble scull ligero (LW2x) F |
| Froukje Wegman Marlies Smulders Nienke Hommes Hurnet Dekkers Annemarieke van Rumpt Annemiek de Haan Sarah Siegelaar Helen Tanger Ester Workel (t)           | Remo                | Ocho con timonel (W8+) F    |